# Bernardo de Thiron
Bernardo de Thiron, também conhecido como Bernardo de Ponthieu e Bernardo de Abbeville, foi o fundador da Abadia de Tiron e da Ordem Tironense.

## Vida anterior

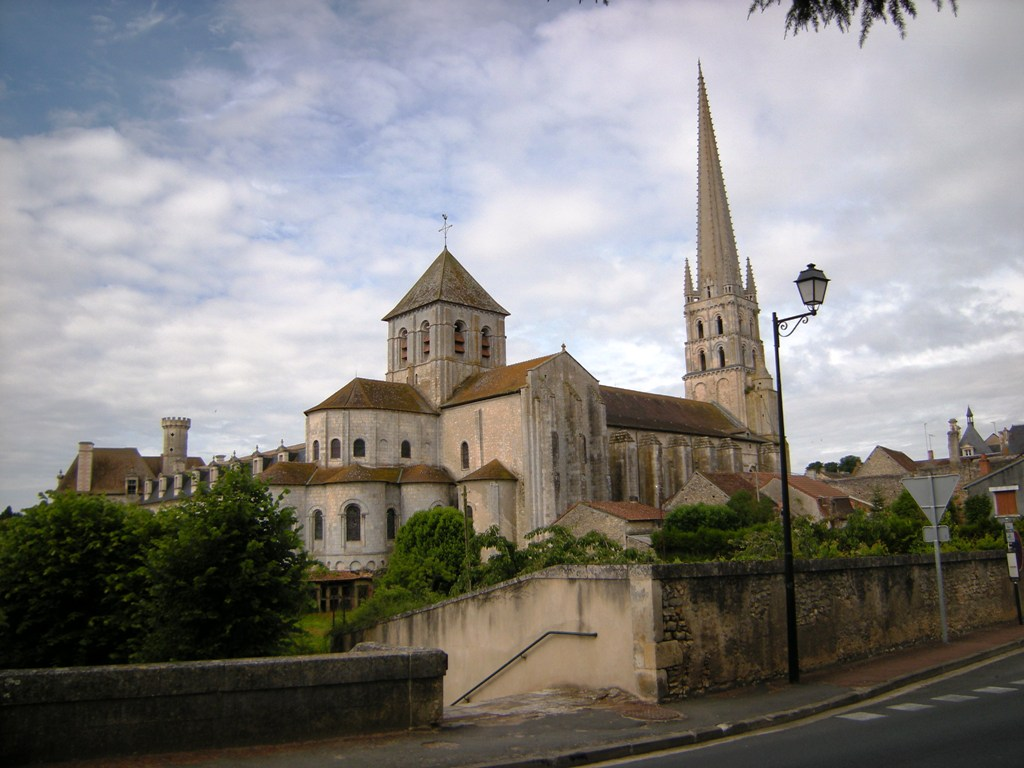
Saint-Savin-sur-Gartempe

Nasceu perto de Abbeville em 1046. Aos 19 anos foi aceito no mosteiro de Saint-Cyprien, perto de Poitiers. Lá permaneceu dez anos, antes de ser transferido para Saint-Savin-sur-Gartempe para ocupar o cargo de prior. Quando o abade foi condenado por simonia em 1082, Bernardo assumiu as responsabilidades de superior. Bernardo deixou Saint-Savin em 1101, quando sua nomeação como novo abade foi reprovada por Cluny e pelo Papa Pascoal II.

## Vida como um eremita
Bernardo foi primeiro ao eremita Pedro de l'Etoile, antes de viajar para a comunidade eremita Vital de Savigny em Dompierre perto de Passais, onde seguindo o exemplo dos Padres do Deserto, ele viveu separado do mundo, em grande pobreza e penitência estrita. Como um eremita, ele se sustentava trabalhando em madeira. Em seguida, foi para Saint-Médard, na região de Saint-Mars-sur-la-Futaie. Ele viveu como um eremita lá por um curto período de tempo antes de ser descoberto por outros monges de Saint-Savin. Não querendo voltar ao posto anterior, Bernardo fugiu para a ilha de Chausey, entre Jersey e Saint-Malo, onde enfrentou duras condições e morou em uma caverna, antes de finalmente ouvir seus antigos companheiros, Bernardo voltou ao continente, se instalando em Fontaine-Géhard perto de Châtillon-sur-Colmont.
Lá ele ganhou muitos seguidores para seu estilo de vida eremita, incluindo Adelelmo de Flandres. A comunidade cresceu e se tornou um centro de eremitas, com muitas células construindo ao redor dele. A fama de Bernard acabou ganhando a atenção do Mosteiro de São Cipriano. Abade Renault então chamou Bernardo para retornar ao mosteiro trazendo com ele seus novos seguidores. Bernardo voltou e retomou o hábito, além de ser nomeado sucessor de Renault.

## Vida posterior e fundação da Abadia de Tiron
Em 1100, Bernardo foi eleito Abade do Mosteiro de São Cipriano. Ele compareceu ao Conselho de Poitiers, e Bernardo e Roberto d Arbrissel excomungaram Filipe I, rei dos francos. Naquele mesmo ano, Pascoal II fez Saint-Cyprien subordinado a Cluny. No ano seguinte, Bernardo, Roberto de Arbrissel e Vitalis de Savigny pregam na Normandia.
Em 1102, Bernardo foi a Roma para pressionar as reivindicações de Saint-Cyprien contra a Ordem de Cluny. Mais uma vez se retira brevemente para Chausey, antes de formar uma comunidade eremita em Chennedet, que se separa da comunidade anterior de Vitalis de Savigny. Desejando viver uma vida de maior austeridade, em 1107 ele e seu amigo Geoffrey (posteriormente Abade de Tiron), construíram uma pequena casa em um lugar solitário perto de Fougeres. Uma comunidade começou a se formar lá.
O sucesso da comunidade despertou o ciúme dos monges Cluníacos de Saint-Denis de Nogent-le-Rotrou; reivindicam dízimos e taxas funerárias de Tiron. Bernardo fundou novamente seu mosteiro em um terreno adjacente em Thiron-Gardais, concedido a ele pelo bispo Ivo de Chartres. Aqui, Bernardo estabeleceu o mosteiro que se tornaria a Abadia de Tiron. Com a ajuda de doações de reis e nobres da França, Inglaterra e Escócia, Bernardo fundou a Abadia da Santíssima Trindade de Tiron em 1114. A partir daqui, Bernardo fundou a Ordem Tironense, baseada na estrita observância da Regra de São Bento e na ênfase no trabalho manual. Ele permaneceu lá até sua morte em 1117.

## Adelelmo de Flandres
Adelelmo foi um eremita e discípulo de São Bernardo de Thiron. Nascido na Flandres, Bélgica, Aldelelmus é mais conhecido por fundar a Abadia de Étival-en-Charnie.